# Lunar: Eternal Blue
Lunar: Eternal Blue (ルナ エターナルブルー Runa Etānaru Burū?) är ett rollspel utvecklat av Game Arts och Studio Alex till Mega-CD, som uppföljaren till Lunar: The Silver Star. Spelet släpptes ursprungligen i Japan i december 1994, och i Nordamerika i september 1995 av Working Designs.

## Handling
Spelet utspelar sig tusen år efter Lunar: The Silver Star. Den unge upptäcktsfaranden och äventyraren Hiro möter Lucia, som försöker stoppa den elake Zophar från att förinta världen. De får snart följe av fler karaktärer, bland annat från det förra spelet.

### Fotnoter
1. ↑  ”Lunar: Eternal Blue” (på engelska). Mobygames. 11 mars 1995. http://www.mobygames.com/game/sega-cd/lunar-eternal-blue. Läst 23 maj 2014.